# 海福雷斯特鎮區 (明尼蘇達州奧姆斯特德縣)
海福雷斯特鎮區（英語：High Forest Township）是位於美國明尼蘇達州奧姆斯特德縣的一個行政鎮區，於1858年設立。

## 地方資料
海福雷斯特鎮區的面積為103.10平方千米，當中陸地面積為102.95平方千米，而水域面積為0.15平方千米。根據2020年美國人口普查的數據，當地共有人口966人，而人口密度為每平方千米9.37人。